# みやけ (掃海艇)
みやけ（ローマ字：JDS Miyake, MSC-632、YAS-84）は、海上自衛隊の掃海艇。たかみ型掃海艇の3番艇。艇名は三宅島に由来する。旧海軍御蔵型海防艦「三宅」に次いで日本の艦艇としては2代目。

## 艦歴
「みやけ」は、第3次防衛力整備計画に基づく昭和43年度計画掃海艇332号艇として、日本鋼管鶴見造船所で1969年8月14日に起工され、1970年6月3日に進水、1970年11月19日に就役し、同日付で第2掃海隊群隷下に新編された第42掃海隊に「うとね」とともに編入された。定係港は横須賀。
1975年12月15日、第42掃海隊が横須賀地方隊に編成替え。
1986年12月16日、特務船に種別変更され、船籍番号がYAS-84に変更。横須賀地方隊隷下の横須賀港務隊に編入。
1987年6月から水中処分母艇への改装工事を行い、同年9月7日、横須賀水中処分隊に編入された。
1993年11月9日、除籍。